# 神崎神社 (琴浦町)
神崎神社（かんざき じんじゃ）は、鳥取県東伯郡琴浦町に所在する神社。通称「赤碕の荒神（こうじん）さん」「荒神さん」。

## 概要
御祭神は素戔嗚命（スサノオノミコト）で、家内安全、海上安全、牛馬の守護神として知られている。本殿や拝殿には龍や浦島太郎、乙姫様、竜宮城等の彫刻があり、中でも拝殿の天井に豪快な刀法で彫られた全長16メートルの龍の彫刻が最長級と言われ特徴的である。1952（昭和27）年、本殿は鳥取県指定保護文化財第1号、拝殿は鳥取県指定保護文化財第2号に選ばれている。また、「県民の建物100選」にも選ばれている。

## 祭神
- 素戔嗚尊（スサノオノミコト）[4]

## 創建
本神社の縁起・創建は、火災による関係資料の焼失により、不明である。しかし、1566（永禄9年）年、月山富田城が落城の際、山陰の守護代であった城主・尼子義久の家臣が、城の守護神を笈に背負って逃れ、この地に小祠を建てたと伝えられている。棟札による最古の建築は1702（元禄15年）年で、当時は神仏習合のため「三宝大荒神」と称した。本殿は、鳥取藩抱大工の小倉園三郎により1848（嘉永元年）年に上棟式、1853（嘉永6）年に完成した。なお、明治初年に神崎神社と改称した。

## 所在地・交通

### 所在地
- 〒689-2501　鳥取県東伯郡琴浦町赤碕210[6]

### 交通
- JR赤碕駅よりバス9分 「荒神町バス停」下車、徒歩。約4分
- JR赤碕駅より徒歩約22分

## 写真集

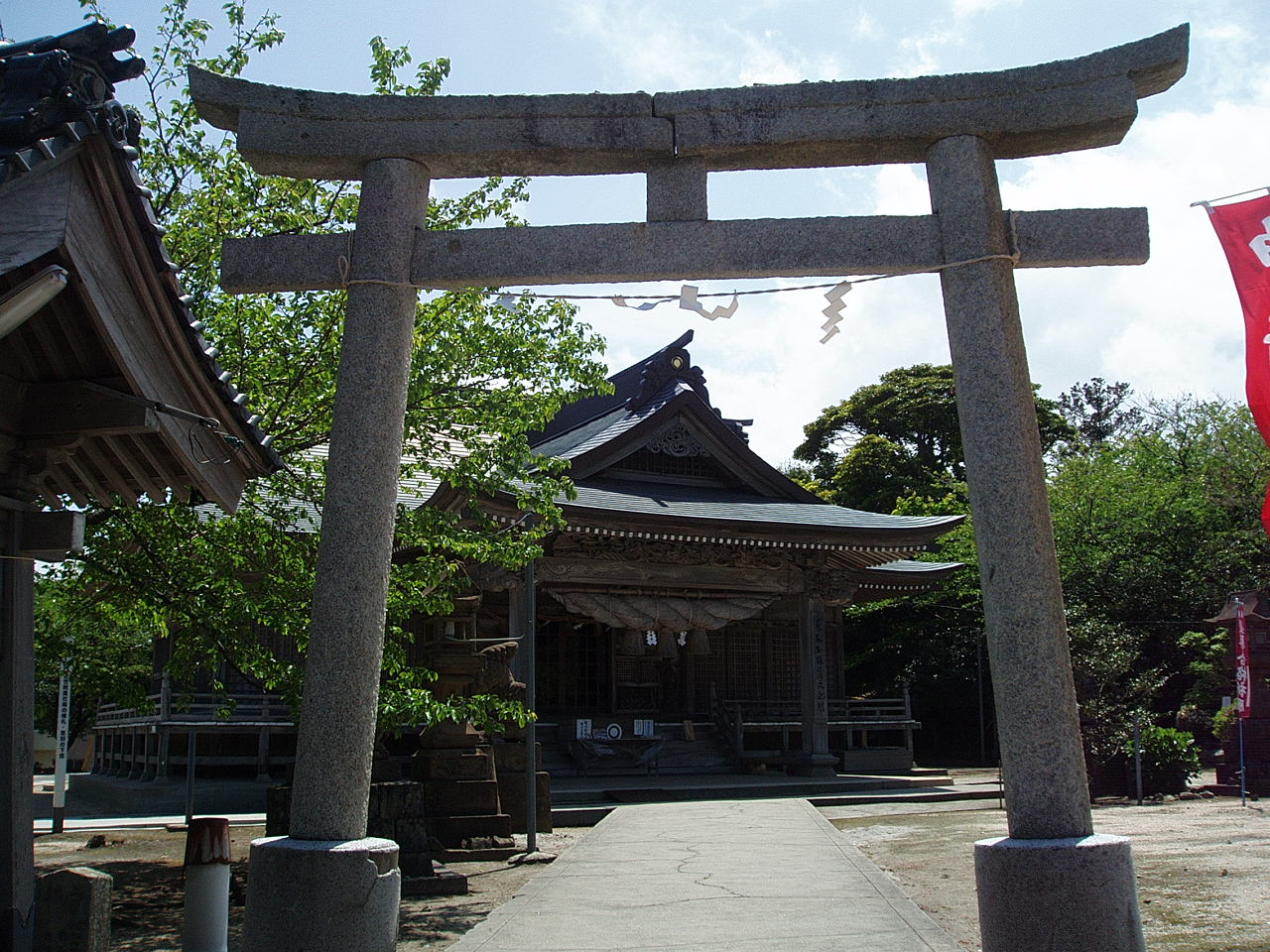
鳥居
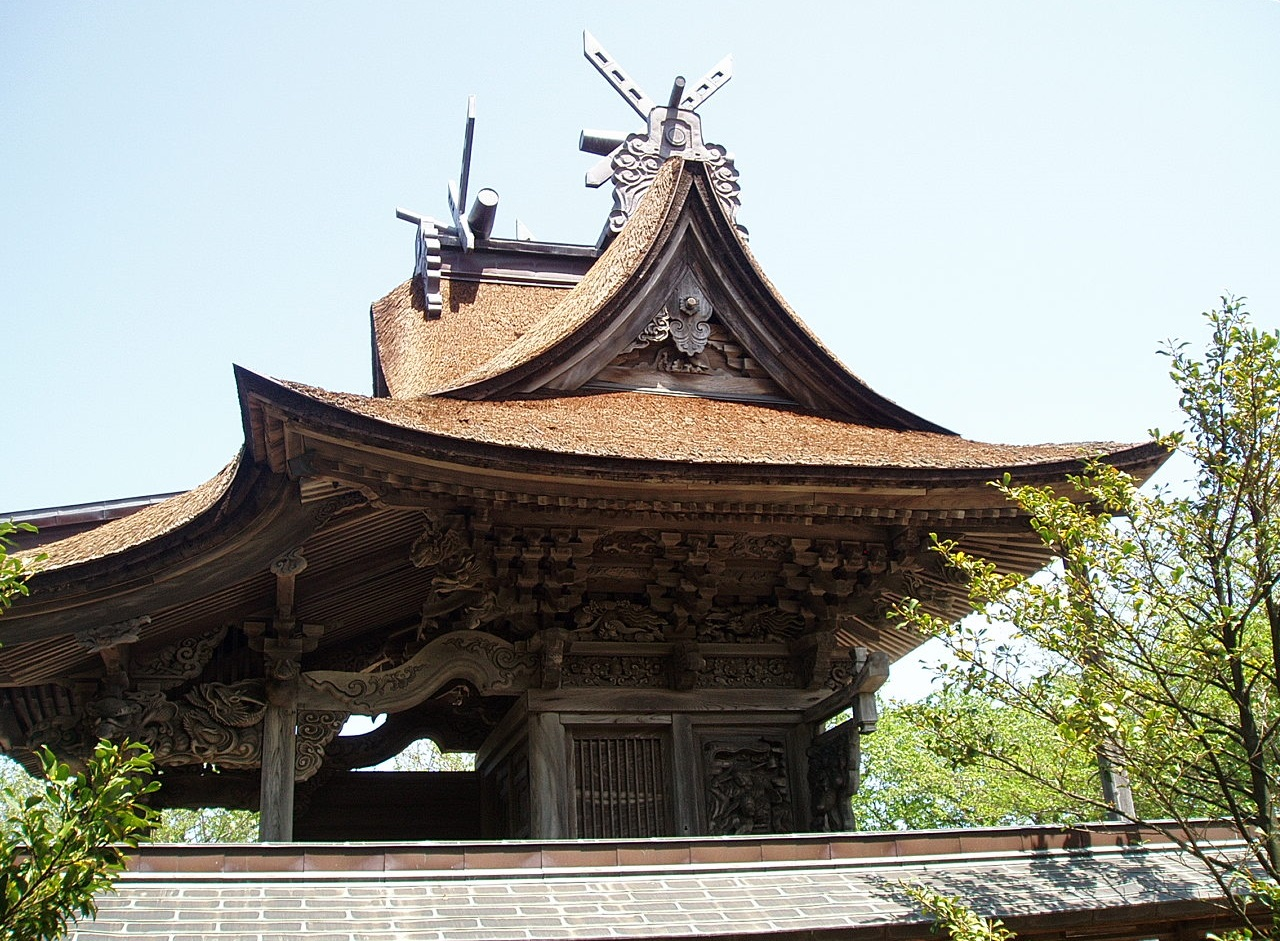
本殿（横から）
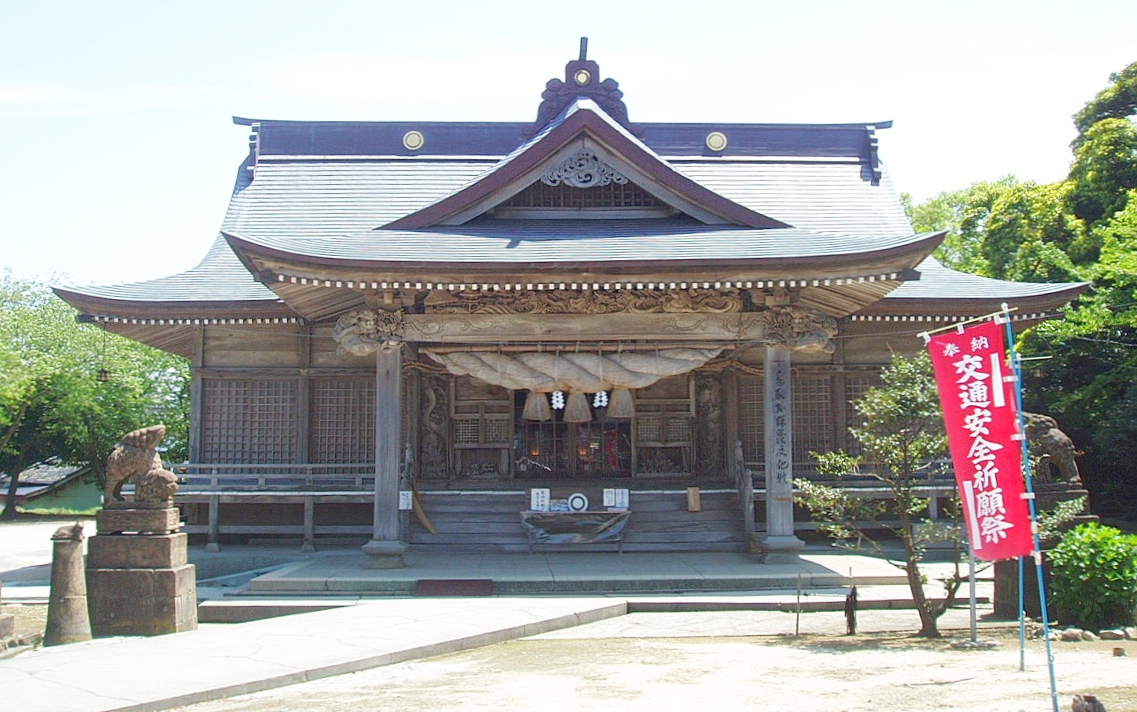
拝殿